# Enicospilus luebberti
Enicospilus luebberti är en stekelart som först beskrevs av Günther Enderlein 1914.  Enicospilus luebberti ingår i släktet Enicospilus och familjen brokparasitsteklar. Inga underarter finns listade i Catalogue of Life.